# Urna de la Mesta
La Urna de la Mesta  es un recipiente de plata en forma de jarrón. Fue utilizada como urna en las votaciones celebradas por Concejo de la Mesta, donde se depositaron los votos dentro de cuatro bolas, tres de ellas conservadas junto a la urna. Estas piezas forman parte de la colección del Museo Arqueológico Nacional (España) en Madrid con el inventario número 2002/57/1.

## Descripción

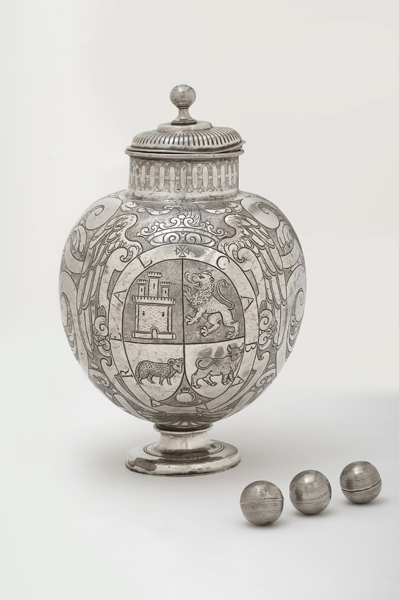
Vista del escudo.

Es un recipiente de cuerpo esférico con cuello cilíndrico y pie circular, tiene un asa lisa en forma de "C" unida a la tapa circular y achatada con un remate de bola. La tapadera presenta unas decoraciones radiales a su cuello con unos óvalos estrechos y verticales y por último, el cuerpo de la urna donde la decoración se realizó con cuatro grandes "C" cinceladas con adornos vegetales a cada lado y un gran escudo central coronado y sostenido por un águila con las alas abiertas, el escudo es el que corresponde al Consejo de Mestas, cuarteado con castillo, león rampante, carnero y toro, una granada en la punta y con la inscripción alrededor de REAL / CABAÑA.